# Antoni Norman
Antoni Norman (ur. 16 stycznia 1951) – polski duchowny starokatolicki, działacz ekumeniczny i społeczny, biskup diecezji krakowsko-częstochowskiej Kościoła Polskokatolickiego w RP, proboszcz parafii Najświętszego Serca Jezusowego i św. Józefa Oblubieńca Najświętszej Maryi Panny w Bukownie oraz proboszcz parafii katedralnej Matki Boskiej Królowej Apostołów w Częstochowie.

## Życiorys
Antoni Norman początkowo był duchownym rzymskokatolickim, m.in. wikariuszem parafii rzymskokatolickiej w Ostrowie Wielkopolskim. Święceń kapłańskich udzielił mu w 1975 abp Antoni Baraniak .
W 1980 wstąpił do Kościoła Polskokatolickiego w PRL. 18 grudnia 1984 został pierwszym i jak dotąd jedynym proboszczem parafii Najświętszego Serca Jezusowego w Bukownie. 11 czerwca 2005 w dniu jubileuszu 30-lecia pracy kapłańskiej został mianowany przez bpa Jerzego Szotmillera wicedziekanem dekanatu śląskiego, natomiast w latach 2011–2012 był dziekanem tego dekanatu. Od 2005 jest także wizytatorem nauki religii polskokatolickiej w publicznych przedszkolach i szkołach, wszystkich parafii na terenie województwa małopolskiego i śląskiego.
Po śmierci bpa Jerzego Szotmillera (zm. 31 lipca 2011) Rada Synodalna Kościoła Polskokatolickiego w RP obdarzyła ks. Antoniego Normana godnością infułata i mianowała go na urząd administratora diecezji krakowsko-częstochowskiej. Uroczysty ingres nowego ordynariusza odbyła się 17 września 2011 w Bukownie.
13 czerwca 2023 roku Synod Kościoła Polskokatolickiego w RP wybrał go na biskupa ordynariusza diecezji krakowsko-częstochowskiej.